# 北方中央鐵路
北方中央鐵路（Nothern Central Railway）是美國馬里蘭州巴爾的摩到賓夕法尼亞州森伯里的鐵路，建成於1858年，在1861年被賓州鐵路收購。接下來的110年北方中央鐵路皆在賓州鐵路旗下，直到1972年的一場颶風毀壞了馬里蘭州境內的大部分路線為止。
本鐵路目前已經停業，賓夕法尼亞州至馬里蘭州北部的路段成為步道。巴爾的摩附近的路段則改建為巴爾的摩輕軌。
2013年6月1日起，在賓夕法尼亞州境內漢諾威到新自由鎮（New Freedom）之間，開始行駛觀光蒸汽火車。

## 早年歷史
1828年2月13日，馬里蘭州議會通過法案，特許巴爾的摩與薩斯奎哈納鐵路（Baltimore and Susquehanna Railroad Company）成立，為該州境內第二個獲得許可，興建通往東北方薩斯奎哈納河流域的鐵路的公司。為了抵達該河流域內有商業潛力的地點，路線必須在賓夕法尼亞州的約克附近跨過州界。但賓夕法尼亞州議會並不樂見該州南方數郡的商業利益與馬里蘭州的巴爾的摩－－而非賓夕法尼亞州的費城－－結合在一起。因此這條鐵路雖然可以讓賓夕法尼亞州獲得往切薩皮克灣的通道，但該州議會並未准許興建與其相連的鐵路。
巴爾的摩和薩斯奎哈納鐵路的建設在1829年開始，向北於1831年通至科基斯維爾的約克路。當時該路由馬里蘭州議會的許可權得到了修正案，允許其朝西北方向經過卡洛爾縣的中心－－威斯敏斯特－－修築鐵路。預計路線將經由莫納科西河（Monocacy River）的上游抵達賓夕法尼亞州的蓋茨堡。新路線的修築始於馬里蘭州的霍林斯（Hollins），向西穿過巴爾的摩以北的綠泉谷（Green Spring Valley），於1832年6月13日抵達奧因斯米爾斯（Owings Mills）的萊斯特斯敦路（Reisterstown Road）。儘管費城政商界持續激烈反對，賓夕法尼亞州議會最後仍然於1832年3月14日通過了特許案，允許約克和馬里蘭州線鐵路（ York and Maryland Line Rail Road）興建鐵路，通往賓夕法尼亞州與馬里蘭州界線（梅森-狄克森線）附近的約克，連接巴爾的摩和薩斯奎哈納鐵路的路線。約克是賓夕法尼亞州南部的商業中心，該城的水運通路為薩斯奎哈納河的支流，科多洛斯溪（Codorus Creek）。
巴爾的摩和薩斯奎哈納鐵路並沒有立即放棄他們經由威斯敏斯特的計劃路線；新合約的條款有些繁瑣。1832年4月6日，亞當斯縣鐵路（Adams County Railroad）被特許在賓夕法尼亞州營運由蓋茨堡到馬里蘭州州界的鐵路，但後來並沒有興建；而通往威斯敏斯特的路線也並未進一步向西北延伸（該線後來被稱為綠泉支線 ，Green Spring Branch）。1837年對約克和馬里蘭州線鐵路的特許權又進行了修訂，允許其無限制地使用由其提供財政支援的萊茨維爾、約克與蓋茨堡鐵路（Wrightsville, York and Gettysburg Railroad）。最後，巴爾的摩和薩斯奎漢納鐵路與約克和馬里蘭州線鐵路在1838年完成了從巴爾的摩到約克的鐵路路線。位於賓夕法尼亞州七谷（Seven Valleys）附近的霍華德隧道（長275英尺）於1836年至1837年間興建，於1838年啟用，是美國最早的鐵路隧道，至今仍在使用。

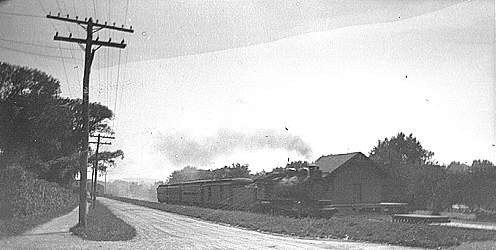
一次大戰期間（1917-1918年），北方中央鐵路的列車，於馬里蘭州路什維爾。

1832巴爾的摩和薩斯奎哈納鐵路購入第一部機車，命名為先驅號（Herald），行駛於巴爾的摩到奧因斯米爾斯區間。:168 這是個大工程，因為機車是在英格蘭製造，由船隻美國號（The America's）運抵；而由於鐵路在美國是個新玩意兒，還有一位工程師隨行以教導其他工程師這項精密工藝。
在1832年，巴爾的摩和薩斯奎哈納鐵路建成在巴爾的摩的第一個車站－－博爾頓站（Bolton Station ），位於舊巴爾的摩市的北區，俯瞰瓊斯佛爾斯溪的溪岸，旁邊還有車庫與鐵路機廠。:88
1840年4月，萊茨維爾、約克與蓋茨堡鐵路完成了萊茨維爾與約克之間的鐵路。在薩斯奎哈納河上興建了一座橋梁（哥倫比亞－萊茨維爾橋），使得列車能渡河連接費城與哥倫比亞鐵路（後來併入賓夕法尼亞鐵路）。本路讓賓夕法尼亞州中部的貨物，除了經由潮水與薩斯奎哈納運河（Tide Water and Susquehanna Canal）水運以外，有另一個運輸選擇。不過本路擴充所需費用以及不一致的費用政策，限制了鐵路的發展。
約克與坎伯蘭鐵路公司（York and Cumberland Railroad Company）則是在1846年4月21日取得特許，於米肯尼克斯堡（Mechanicsburg）以北興建鐵路，連接約克和馬里蘭州線鐵路與坎伯蘭谷鐵路（Cumberland Valley Railroad ）。路現在1851年2月10日開通，由約克向北至薩斯奎哈納河，接著沿河行至雷夢因（Lemoyne），在哈里斯堡跨過河流。這段路線由坎伯蘭谷鐵路短暫經營，而後在6月7日由巴爾的摩和薩斯奎哈納鐵路營運。此外還興建了漢諾威支線鐵路，於漢諾威交會站與約克和馬里蘭州線鐵路連接。
1850年，巴爾的摩和薩斯奎哈納鐵路在巴爾的摩上城區（upper downtown），卡伐特北街與貝斯街交口，興建了義大利風格磚造建築的卡伐特車站，車站面向富蘭克林東街的東端。進入車站的路線沿著瓊斯佛爾斯溪的西岸行駛；這段期間由東北方進入巴爾的摩的費城，威爾明頓和巴爾的摩鐵路正在重建其位於總統街的車站:279。巴爾的摩和薩斯奎哈納鐵路將博爾頓站轉為貨運站。
1851年4月14日，薩斯奎哈納鐵路（Susquehanna Railroad）得到特許，從約克和坎伯蘭，或是賓夕法尼亞鐵路，上溯薩斯奎哈納河，經由哈利法克斯（Halifax），密勒斯堡（Millersburg）和森伯里（Sunbury），分成兩線抵達威廉波特與威爾克斯巴里（Wilkes-Barre）。這個公司野心勃勃，急需資金，但是沒有組織。特許權於1852年4月24日進行了修訂，允許約克和坎伯蘭郡以及萊茨維爾、約克與蓋茨堡鐵路，向該公司認購或借貸不超過500,000美元的資金，並允許沿途的縣和自治體提供資金。馬里蘭州議會於5月14日授權巴爾的摩市出資相同數額。薩斯奎哈納鐵路最終於6月10日選出領導者，但不久就與森伯里與伊利鐵路（Sunbury and Erie Railroad）發生了路權糾紛。
同時於5月27日，巴爾的摩、卡洛爾和弗雷德里克鐵路公司（Baltimore, Carroll and Frederick Railroad，於1853年更名為西馬里蘭鐵路公司）成立，從奧因斯米爾斯的路線興建鐵路通往黑格斯敦。7月4日，巴爾的摩和薩斯奎哈納鐵路發生了一起嚴重的事故：一班旅遊專車與約克的區間車相撞，造成31人死亡。巴爾的摩和薩斯奎哈納鐵路於10月22日開始營運漢諾威支線鐵路。1853年5月10日，巴爾的摩和薩斯奎哈納鐵路的章程進行修改，以允許它興建兩條支線通往帕塔普斯科河（亦即廣東延伸線，Canton Extension），但工程由於法律問題和開挖困難而受阻。
在向北的延伸方面，巴爾的摩和薩斯奎哈納鐵路於1852年11月承包了從雷夢因到森伯里的路線，於1853年2月22日開工。但從1853年秋開始的金融危機對於巴爾的摩和薩斯奎哈納鐵路以及相關公司是嚴重的問題，因此於1854年3月10日，馬里蘭州議會批准了巴爾的摩和薩斯奎哈納鐵路、約克和馬里蘭州線鐵路、約克與坎伯蘭鐵路、及薩斯奎哈納鐵路等公司的合併，註銷了對這些線的投資，以換取新鐵路的產權。薩斯奎哈納鐵路的施工暫停。賓夕法尼亞州議會在5月3日批准合併，文件在12月4日簽署（於1854年12月16日提交），形成了北方中央鐵路公司（Northern Central Railway Company）。
1855年4月1日，北方中央鐵路停止運營漢諾威支線鐵路（該線開始獨立營運）。1855年12月20日，向北延伸的建設復工，到1856年12月28日，這條線路在多芬（Dauphin）架橋跨越了薩斯奎哈那河，抵達米勒斯堡（Millersburg），分別與多芬和薩斯奎哈那鐵路（Dauphin and Susquehanna Railroad）以及萊肯斯谷鐵路（Lykens Valley Road）連接。這些鐵路是在薩斯奎哈納河以東開採煤礦的側線，本路的延伸使其可直接以鐵路運輸，不必經由運河船運。1857年，鐵路到達了赫恩登（Herndon），連接另一條礦業鐵路，特雷弗頓煤炭鐵路（Trevorton Coal and Railroad Company）。1858年6月28日鐵路通往森伯里，連接了通往沙莫金（Shamokin）的沙莫金谷與帕次維爾鐵路（Shamokin Valley and Pottsville Railroad），以及通往威廉波特的森伯里與伊利鐵路。
1861年，賓夕法尼亞鐵路（賓州鐵路，PRR）取得了北方中央鐵路的控股權，以與巴爾的摩與俄亥俄鐵路競爭。此後，北方中央鐵路一直是賓夕法尼亞鐵路的子公司，直到賓夕法尼亞鐵路在20世紀解散:22。
1861年2月23日，總統當選人林肯搭乘就職巡迴列車，預計抵達卡伐特站。然而，由於在巴爾的摩有暗殺計畫，林肯改變了時程而於當日凌晨3:30到達，進入市中心的總統街車站，避免了暗殺事件。，
從1856年到1858年，向北行駛到森伯里的火車，在赫恩登經由特雷弗頓煤炭鐵路的大橋跨過薩斯奎哈納河。而後旅客轉搭運河船，沿賓夕法尼亞運河前往森伯里。1858年鐵路沿河東岸完工後便可乘車直抵森伯里。

## 穩定期與美國內戰期間

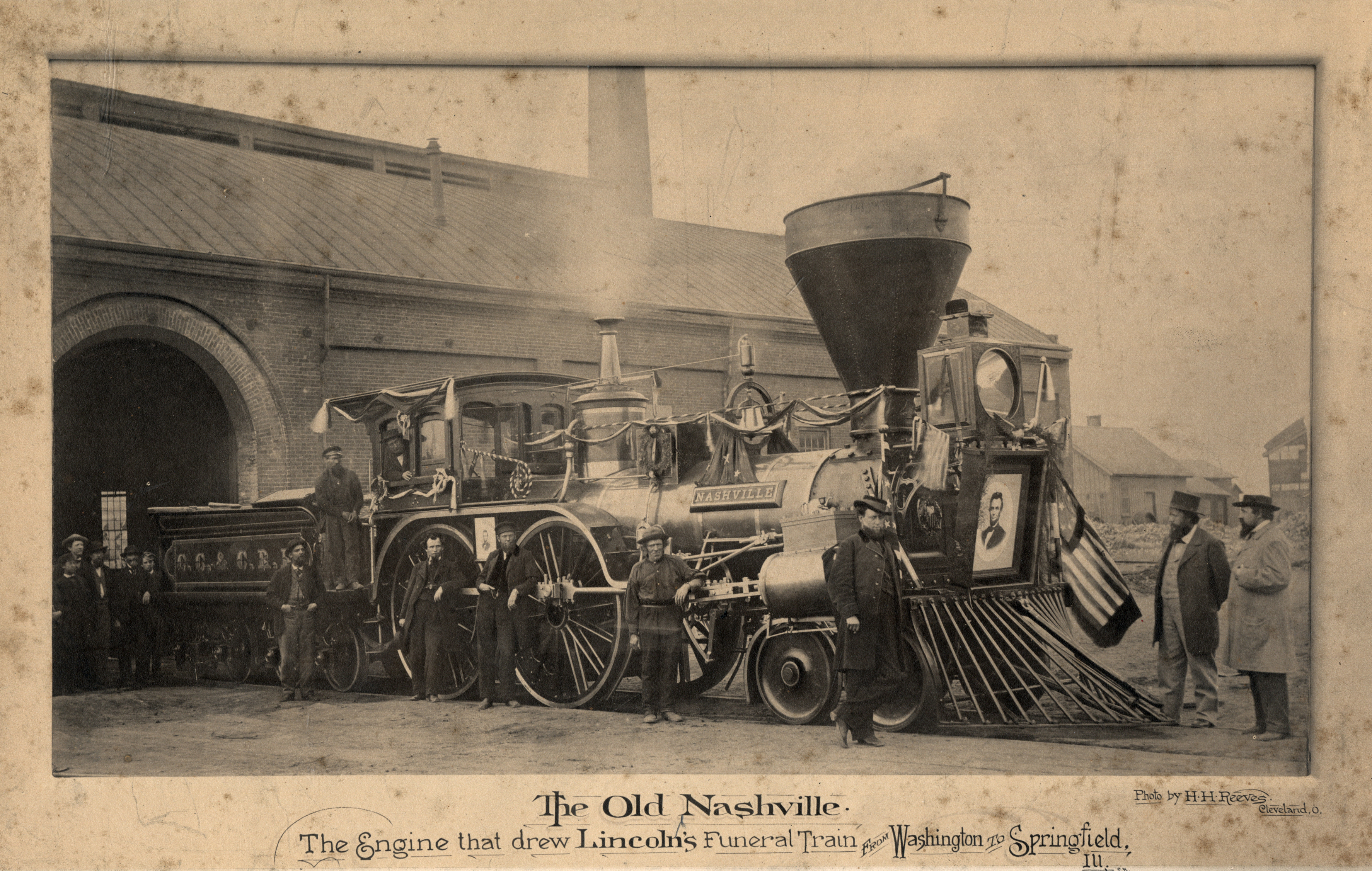
1865年4月，載運林肯遺體的專列，車上還有300名送葬者和他兒子威廉的棺材。

內戰期間，由賓夕法尼亞鐵路控制的北方中央鐵路，是由北方的訓練基地將部隊的供給、食品、衣物和物資往南運輸的主要路線。在1863年的蓋茨堡戰役期間，南軍（邦聯軍）將領厄爾利（Jubal A. Early）在占領了約克的期間曾掠奪本路物資，焚毀了一些車輛與機廠的機房。為了阻斷巴爾的摩與哈里斯堡的聯繫，他的騎兵在約克郡摧毀了許多原為巴爾的摩和薩斯奎哈那鐵路所建築的橋梁裡。不過軍方與北方中央鐵路很快重建了這些橋樑並恢復通車，蓋茨堡戰役裡數以千計的傷兵經由本路後撤到哈里斯堡、巴爾的摩、約克，以及其他地方的醫院。
1864年7月10日，擁有130名兵力的南軍騎兵分遣隊攻擊了科基斯維爾（Cockeysville）附近的北方中央鐵路路線。切斷了哈福路（Harford Road）附近的電報線以後，他們在陶森過夜。第二天他們與一支較小的北軍騎兵部隊沿著約克路戰鬥之後，向西加入主力部隊。:127–129
1863年林肯經由北方中央鐵路的路線，在漢諾瓦交會站換車，至蓋茨堡發表了演說。林肯被暗殺後，遺體也經由同一路線由華盛頓運至伊利諾州的春田舉行葬禮。運載林肯遺體的專列有九節車廂，在1865年4月21日由華盛頓出發，經由巴爾的摩與俄亥俄鐵路的路線於早上十時抵達巴爾的摩的坎登車站。:152 大眾瞻仰總統遺體後，專列經由北方中央鐵路的路線於下午三時離開巴爾的摩，於約克稍作停留，在晚上8時20分抵達哈里斯堡。
1873年北方中央鐵路啟用查爾斯街車站。巴爾的摩聯合鐵路（Union Railroad of Baltimore）建造一條新長9.62英里（15.48公里）的線通往巴爾的摩的廣東（Canton）區。，也是北方中央鐵路在巴爾的摩內港的海運終端站的所在地。本線也是巴爾的摩中心地帶，北方中央鐵路、費城、威爾明頓和巴爾的摩鐵路（ Philadelphia, Wilmington & Baltimore Railroad）、巴爾的摩和波托馬克鐵路（Baltimore and Potomac Railroad）等路線之間的重要連結。1882年2月北方中央鐵路併購了聯合鐵路。 聯合鐵路的路線使得賓州鐵路得以營運費城、巴爾的摩、華盛頓等城之間的直通列車，對巴爾的摩與俄亥俄鐵路構成了強大的競爭威脅。今天這段路線是美鐵的東北走廊的一部份。1898年北方中央鐵路建立了米勒斯堡客運車站（Millersburg Passenger Rail Station）。

## 二十世紀

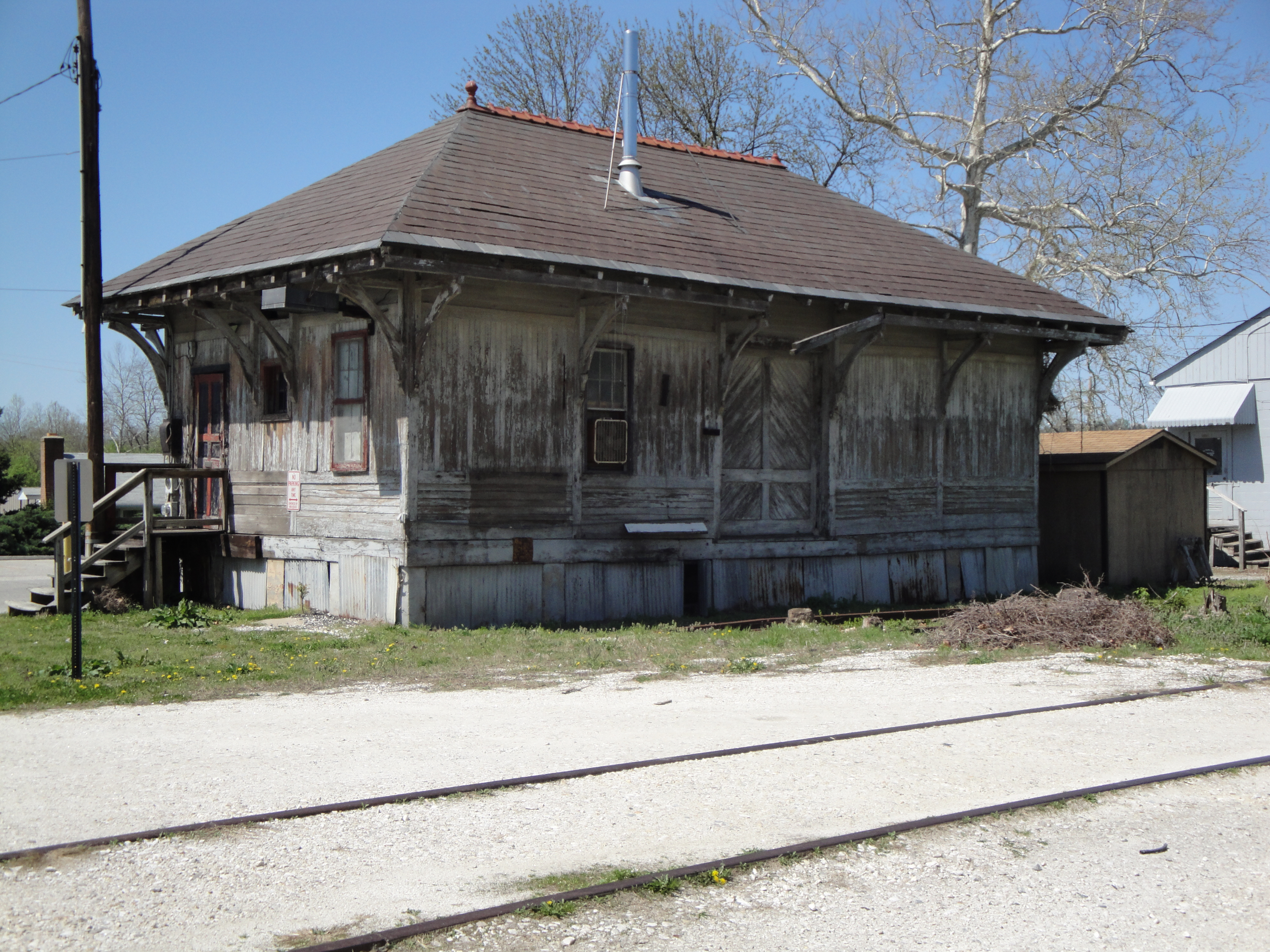
科基斯維爾貨運站，建於1892年

在一次世界大戰期間，巴爾的摩與哈里斯堡之間的路段進行了雙線化並安裝閉鎖信號。本路的客貨運繁忙運輸一直持續到1950年代。貨運服務包括運輸麵粉、紙張，牛奶、農產品、煤炭，以及懷特霍爾、帕克頓)、班特利溫泉（Bentley Springs）、路什維爾和巴爾的摩等城鎮之間的行包零擔貨運。區間列車運行於巴爾的摩的卡伐特站與馬里蘭州的帕克頓之間的28英里（45公里）路線，稱為「帕克頓區間車」（Parkton local）。賓州鐵路還在巴爾的摩賓州車站到水牛城、多倫多、芝加哥，聖路易斯的路線，營運配備臥舖和餐車的長途旅客列車，最遠可達休斯頓（請參閱下面的1955年時間表）。不過大部分直往西部的貨運列車則不經由本路線，而是經由電氣化的港口路支線（Port Road Branch），沿薩斯奎哈納河，抵達哈里斯堡的伊諾拉場站（Enola Yard）。
1950年代鐵路客運和貨運服務衰退，加上巴爾的摩-哈里斯堡高速公路（I-83）的竣工，「帕克頓區間車」於1959年停駛，路線也從雙線改為單線。紅箭號（Red Arrow）之華盛頓至底特律區間於1960年停止營運。一些長途火車，例如將軍號（General；開往芝加哥）、賓州德州號（Penn Texas；開往聖路易斯）、水牛城日間快車（Buffalo Day Express；經威廉波特開往水牛城）繼續營運至1960年代後期。1972年艾格尼絲颶風造成橋樑損壞和路基流失，因此終止營運。本線是美國最古老的鐵路線之一，運行了134年。

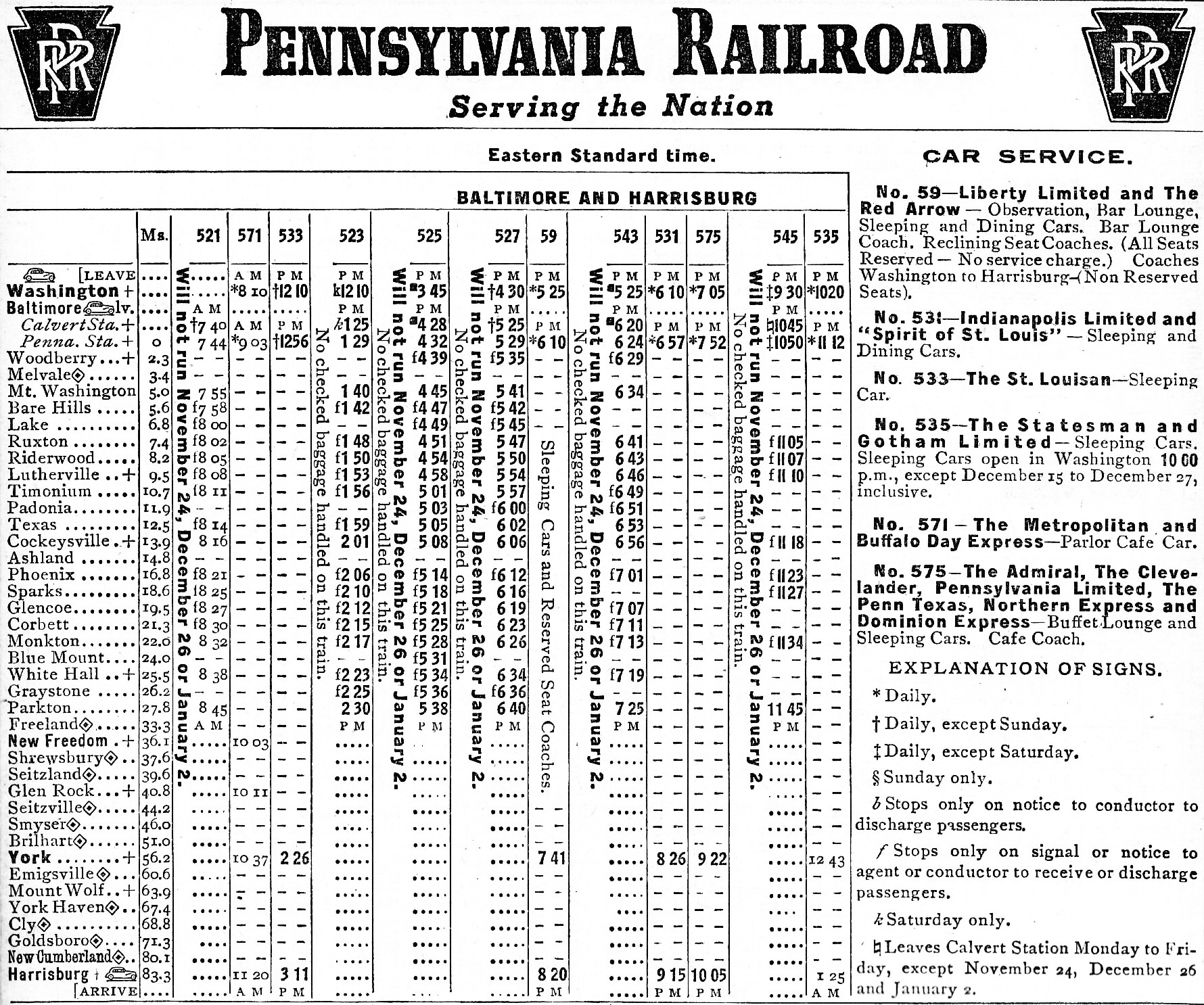
賓州鐵路的「北方中央線」時刻表，1955年。

### 賓州中央鐵路以及後續狀況
1968年賓州鐵路與紐約中央鐵路合併成賓州中央鐵路（Penn Central）。該公司繼續營運聖路易精神號列車之與華盛頓至哈里斯堡區間，一直到將客車業務轉移給美鐵。
由於阿格尼絲颶風破壞了幹線，賓州中央鐵路向州際商務委員會（Interstate Commerce Commission）提出要求，放棄約克以南的鐵路。約克和新自由鎮之間的路線於1973年6月被賓夕法尼亞州交通運輸部收購。
然而由於過時的政府調控、通貨膨脹、合作規則的僵硬、經營管理不良、異常惡劣的天氣條件，以及政府擔保的2億美元貸款退出，賓州中央鐵路被迫在1970年尋求破產保護。:233–234賓州中央鐵路在法院的監督下運作直到1976年，其路線移交給根據賓夕法尼亞州法律註冊成立的私人公司聯合鐵路（Conrail）。:4–5

## 外部連結
- NCRY Annual reports, 1865-1866 (11th-12th), 1869-1910 (15th-56th)（页面存档备份，存于）
- PRR Corporate History
- PRR Chronology, Chris Baer（页面存档备份，存于）